# Bansuri
El bansuri (en hindi बांसुरी) es una flauta transversal alta originaria de la India y Pakistán. Está hecha de una sola pieza de bambú y tiene seis o siete agujeros abiertos. Es un instrumento musical asociado con los ganaderos y la tradición pastoril, íntimamente ligado a la historia de amor entre Krishna y Radha, y está representado en pinturas budistas del año 100 después de Cristo. El bansuri, con 14 pulgadas (35.56 cm) como medida típica (existen bansuris de aprox 60 cm), era usado tradicionalmente como un instrumento soprano, principalmente como acompañamiento en composiciones ligeras, incluyendo la música de películas. Su introducción en la música clásica indostaní se atribuye a Pannalal Ghosh (1911 - 1960). 
Este instrumento es una flauta travesera de bambú que surgió en el norte de la India. Está construido de bambú sin nudos, de poco espesor y muy liviano. Originalmente, el bansuri sólo tenía 6 orificios; pero en el siglo XX, Pannalal Ghosh agregó al nuevo bansuri un séptimo orificio al final para agregar una nota más y para algunos adornos en la música clásica, aunque anteriormente solo se empleaba en la folklórica.
Existen dos tipos de sistemas: el del Norte de la India y el Carnático. Para el folklore y para la música clásica, se usa el sistema del Norte de la India; en el sistema carnático, existen otros tipos con 8 orificios. El equivalente del bansuri en el sur de India es una flauta de bambú llamada venu.

## El bansuri en la tradición amorosa de Krishna
El bansuri está íntimamente asociado al rAs leelA o juego amoroso de Krishna; los tonos de su flauta están poéticamente asociados con la atracción de las mujeres por la locura de braj. Esta historia también forma el tema principal de centenares de canciones, en particular thumris, incluyendo la siguiente, que ha sido cantada por Chhanulal Mishra entre otros:
| ab na bAjAo shyAm bansuriya na bAjAo shyAm (eri) vyAkul bhAyi brajabAla bansuriya na bAjAo shyAm nita meri galin me aayo nA Ayo to chup ke rahiyo bansi ki teri sunAiyo nA bansi jo sunaiyo to suniye fir shyAm hame ApnAiyo nA ApnAiyo to suniye lalan fir chhoro hAme kahin jAiyo nA bansuriya na bAjAo shyAm | ¡Suficiente! ahora para de tocar tu flauta, oscuro amante el corazón de esta chica de braja está excitado, te pregunto, por favor para de tocar no vengas a mi lado todo el tiempo y si debes venir, tan solo no toques tu flauta te estoy advirtiendo ahora: si tu tienes que tocar esa flauta entonces tienes que ser mío no serás capaz de ir a ninguna otra parte ¿dejarás de tocar ahora? |

## El bansuri en la música clásica hindustaní
Pannalal Ghosh llevó el uso del bansuri de la tradición a la música clásica. Hizo pruebas con la longitud de la flauta y con el número de agujeros y obtuvo bansuris más largos con calibres más grandes y colocó un séptimo agujero opuesto a los otros 6. Los bansuris más largos proporcionaron una mejor cobertura de las octavas inferiores. Las complejidades de la música Rāga, como las microtonalidades, la ornamentación, y el glissando se obtienen variando el aire, tapando los agujeros completamente o a la mitad, o cubriéndolos gradualmente.
Otros nombres por los que se conoce el bansuri en la India son bansi y murali. La palabra bansuri proviene del sánscrito bans (bambú) + swar (nota musical).
Existen dos variedades de bansuri: el transversal y el que consta de boquilla para cortar el aire. Esta última variedad es usualmente empleada en la música tradicional, y es sostenido lejos de los labios, como un silbido. Por la versatilidad y por el control que ofrece, la variedad transversal es la preferida en la música clásica.
Los bansuris varían en cuanto a tamaño. Existen desde los de 12 pulgadas hasta los de 40, siendo los de 20 pulgadas los más usuales.

## Técnica
Para tocar el bansuri se usan los dedos índice, corazón y anular de cada mano, así como el meñique para tapar el séptimo agujero.
Estas flautas se afinan en una tonalidad que da la nota principal cuando se cubren los tres agujeros superiores. Posee un registro de aproximadamente 3 octavas. La tónica del instrumento se logra tapando solo 3 orificios. Se tapan los orificios no con las yemas de los dedos, si no con la parte media de los dedos para que se logre una posición relajada de los mismos, es decir; los dedos anulares solo tapan con la yema del dedo, el resto de los dedos con la parte media quedando los dedos estirados totalmente, esto brinda mayor posibilidad para tapar a medio orificio y flexibilidad en los adornos típicos.
El sonido de un bansuri viene de la resonancia de la columna de aire dentro de él. La longitud de esta columna puede ser variada cerrando o abriendo los agujeros. Al mismo tiempo, mantener un agujero entreabierto permite obtener un semitono por debajo.
Se usan las falanges medias de los dedos en lugar de las yemas. Las octavas más altas o bajas se obtienen cambiando la forma de la embocadura de la boca. Se suele tocar sentado.